# Stema Republicii Trinidad și Tobago

Stema Republicii Trinidad și Tobago

Stema Republicii Trinidad și Tobago a fost proiectată de un comitet format în 1962 pentru a alege simbolurile care ar fi reprezentative pentru oamenii din Trinidad și Tobago. Comitetul i-a inclus pe artistul Carlisle Chang (1921–2001) și pe designerul de carnaval George Bailey (1935–1970).

## Design
Emblema palmierului din vârful stemei a fost preluată din stema insulei Tobago înainte de a se alătura uniunii politice cu Trinidad. Scutul are aceleași culori (negru, roșu și alb) ca steagul națiunii și are același sens. Navele aurite le reprezintă pe Santa María, La Niña și La Pinta: cele trei nave pe care Cristofor Columb le-a folosit în călătoria sa către „Lumea Nouă”. Cele două păsări de pe scut sunt păsări colibri. Trinidad este uneori numită „Țara Colibriului” deoarece 18 specii diferite de colibri au fost înregistrate pe insulă. „Land of Hummingbird” se crede că a fost și numele amerindian al Trinidadului. Cele două păsări mai mari sunt Ibisul stacojiu (stânga) și Cocrico (dreapta), păsările naționale din Trinidad și Tobago. Sub Ibisul stacojiu se află trei dealuri, reprezentând Dealurile Trinității din sudul Trinidadului, care, se crede, l-a convins pe Columb să numească insula după Sfânta Treime. Insula care se ridică din apele de sub Cocrico reprezintă Tobago. Sub aceste păsări se află deviza națiunii, „Împreună aspirăm, împreună reușim”. A fost proiectat de Carlyle Chang Kezia și George Bailey.